# Wittenau (metrostation)
Wittenau is een station van de metro van Berlijn dat in 1994 werd geopend. Het biedt een overstapmogelijkheid op de S-Bahn in het gelijknamige station.
Al sinds de bouw het Märkisches Viertel in de jaren 1960 wilde men deze grootschalige nieuwbouwwijk aansluiten op het metronet. In de tachtiger jaren besloot men hiertoe de U8 te verlengen naar het noorden. In 1987 bereikte de lijn Paracelsus-Bad, zeven jaar later volgde de verlenging naar station Wittenau, eigenlijk nog net buiten het Märkisches Viertel gelegen.
De stations op het noordelijke deel van de U8, alle van de hand van architect Rainer Rümmler, onderscheiden zich door een monumentaal ontwerp, dat teruggrijpt op eerdere stijlperiodes. Zowel de wanden als de brede vierkante zuilen van station Wittenau werden bekleed met groene en gele tegels die een boommotief vormen. Op de kapitelen van de zuilen rust een goudkleurige draagbalk over de gehele lengte van het eilandperron. Aan de eveneens goudkleurige zijbalken zijn lampen opgehangen. De vloeren zijn in een motief geplaveid met witte, rode en blauwe tegels. Het station beschikt aan beide uiteinden over een uitgang die via een tussenverdieping naar de straat leidt. Via de oostelijke tussenverdieping bestaat er bovendien een rechtstreekse verbinding met het S-Bahnstation. Zoals alle in de jaren 1990 gebouwde Berlijnse metrostations is station Wittenau uitgerust met een lift.

## Toekomstplannen
Een metrolijn tot in het Märkisches Viertel, toch het belangrijkste doel van de noordelijke verlenging van de U8, behoort nog altijd tot de plannen. Het gaat daarbij om een traject van ongeveer twee kilometer met twee nieuwe stations, Schorfheidestraße en Märkisches Viertel. Hoewel er in de bestemmingsplannen ruimte voor de lijn is gereserveerd, is een eventuele realisatie vanwege het gebrek aan financiële middelen pas op lange termijn te verwachten. In het prioriteitenplan tot 2030 is de verlenging van de U8 dan ook niet opgenomen.